# Phedimus sichotensis
Phedimus sichotensis är en fetbladsväxtart som först beskrevs av Vorosh., och fick sitt nu gällande namn av H. 't Hart. Phedimus sichotensis ingår i släktet fetblad, och familjen fetbladsväxter. Inga underarter finns listade i Catalogue of Life.

## Bildgalleri

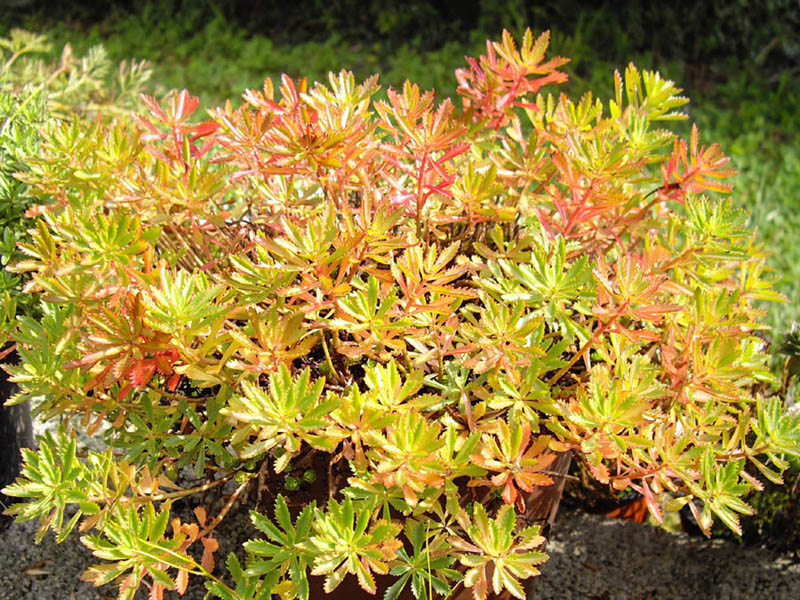
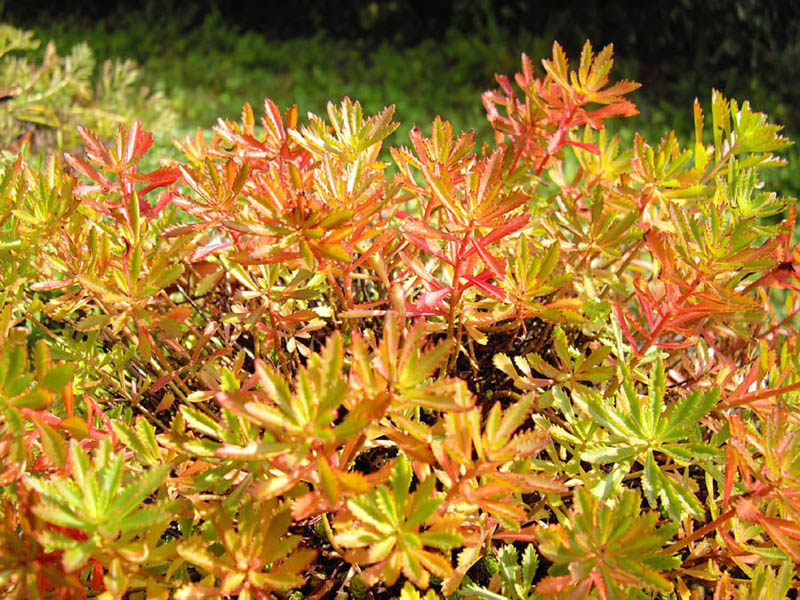
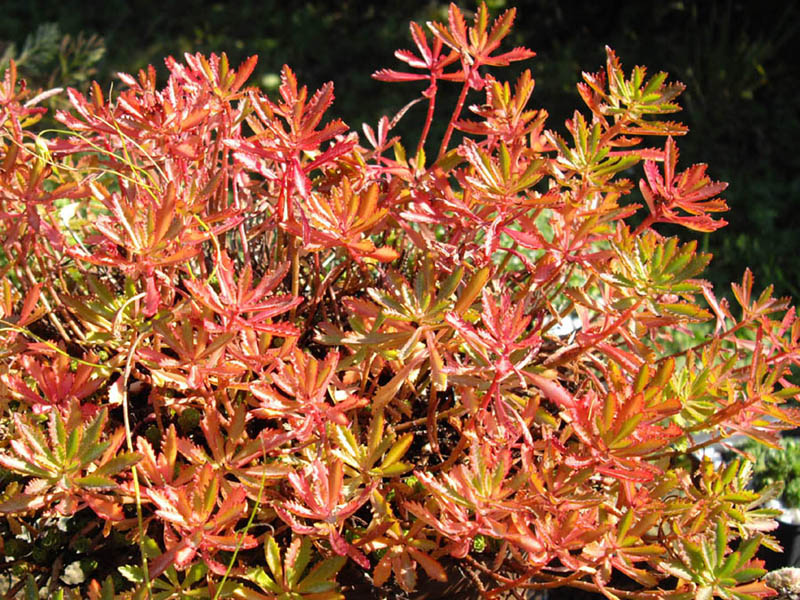